# Lemar
Pour les articles homonymes, voir Lemar (homonymie).
Lemar Obika né le 4 avril 1978 à Londres, dont le nom de scène est Lemar est un chanteur et auteur-compositeur-interprète britannique de soul et R'n'b, principalement connu en France pour les hits Time To Grow (Top 10 en 2005) et If There's Any Justice (Top 16 en 2005).
Sa chanson If There's Any Justice, sortie en 2005, a rencontré un grand succès dans le monde entier.
Il a fait son grand retour en 2010 avec le titre One Night.
Il a été étudiant en pharmacie à l'Université de Cardiff. Il a sorti un single en 2001 : Got Me Saying Ooh avec E-mancipated sans que cela aboutisse sur un album.
Il travaillait dans une banque avant de joindre la Fame Academy. En 2002, Lemar est arrivé 3e à l'émission Fame Academy. À la suite de sa participation, il signe avec Sony Records.

## Vie privée
Lemar est en couple avec Charmaine Powell avec qui il a eu une petite fille en 2008.

## Discographie
Source : Discogs
Source : Starpulse